# Xã Caesar Creek, Quận Dearborn, Indiana
Xã Caesar Creek (tiếng Anh: Caesar Creek Township) là một xã thuộc quận Dearborn, tiểu bang Indiana, Hoa Kỳ. Năm 2010, dân số của xã này là 238 người.